# 陳育緹
陳育緹（1999年1月30日—）為臺灣女子籃球運動員，生於新北市，就讀安坑國小時打控球后卫，進入實踐國中轉型為射手，2015年代表中華臺北參加U16亞青女籃賽，自滬江高中畢業後加入世新大學，2022年夏天儘管已經修完廣電系的學分，陳育緹決定繼續征戰大專籃球聯賽賽場，但僅出賽三場就遇上膝蓋十字韌帶斷裂而賽季報銷。

## 外部連結
- 陳育緹在archive.fiba.com（archived）（英语）
- 陳育緹在Eurobasket.com（球員）（英语）